# Печера Новосибірського університету
Печера Новосибірського університету (рос. Новосибирского университета) — печера на Алтаї, Республіка Алтай, Росія.  Загальна протяжність — 155 м. Глибина печери — 11 м, амплітуда висот — 11 м; загальна площа — 270 м²; об'єм — 620 м³.  Печера відноситься до Центрально-Алтайської області Алтайської провінції Алтай-Саянської спелеологічної країни. Кадастровий номер 5024/8606-1.